# Foldetag
Et foldetag er et udvendigt monteret soltag af tekstil. I modsætning til et stålskydetag kan en betydeligt større del af taget åbnes, og i modsætning til en cabrioletkaleche klappes C-søjlerne og bagruden ikke ned. Tidligere blev foldetag trukket til eller for med håndkraft. Dette tog kun få sekunder, men i dag betjenes foldetag hovedsageligt elektrisk.
Foldetag kunne i 1950'erne og 1960'erne alt efter udstyr findes på bl.a. Volkswagen Type 1 og Trabant. Citroën 2CV havde derimod kun et rulletag − kun den forreste del blev klappet frem; hvis man vil åbne taget helt, var man nødt til at gå ud af bilen.
I dag monteres sådanne tag ofte i minibiler. Kendte eksempler er eller var Renault Twingo eller Volkswagen Polo III. Foldetag kan også eftermonteres.